# Juan Artola
Juan Artola Letamendía, (San Sebastián, Guipúzcoa; 28 de noviembre de 1895-Desconocido, 1937), conocido como Artola, fue un futbolista español que jugó en varios equipos importantes a lo largo de su carrera, pero esta estuvo centrada principalmente en la Real Sociedad de Foot-ball, equipo en el que militó en dos etapas entre 1913 y 1924. Artola fue uno de los integrantes de la selección española que ganó la Medalla de plata en los Juegos Olímpicos de Amberes 1920.

## Trayectoria
Nacido en San Sebastián y miembro de una familia de reconocidos deportistas, entre los que también destacaban sus hermanos futbolistas, Ramón y Manuel, comenzó a jugar al fútbol como juvenil en 1907 en el Club Deportivo Esperanza. Posteriormente se incorporó a la Real Sociedad de Foot-ball donde militó en una primera etapa entre 1913 y 1915. Tras su paso por el club donostiarra, se incorporó a la Sociedad Deportiva Jolastokieta. Su puesto era el de delantero, aunque podía jugar también como centrocampista.
Con la Real Sociedad de Foot-ball alcanzó la final de la Copa de España de 1913, que había sido organizada por la Unión Española de Clubs de Football. La final se disputó a doble partido, siendo necesario un tercer partido de desempate, que se saldó finalmente con la victoria del Foot-ball Club Barcelona por 2-1. Artola jugó los tres partidos de la final, anotando el 2-2 final del primer encuentro, hecho que supuso la disputa de un segundo partido de desempate.
En 1915 dejó el País Vasco, primero, para cumplir con sus estudios, y después, con el servicio militar obligatorio, sirviendo en la fuerza aérea española con diferentes destinos, entre ellos Madrid y Sevilla, lo que le llevó a jugar en varios equipos, como el Madrid Foot-ball Club, el Real Betis Balompié y el Sevilla Foot-ball Club entre otros. Con los madrileños debutó en marzo de 1917, aunque no llegó a disputar ningún encuentro oficial, limitándose sus participaciones a encuentros amistosos y por trofeos durante la primavera de aquel mismo año, al tiempo que el equipo conquistaba el Campeonato Regional Centro y la Copa de España de 1917, tras vencer al Arenas Club de Guecho. Artola tampoco intervino en aquella final. Esto se debía a la normativa de la época de la Federación Española de Fútbol, que dictaminaba que al no haber transcurrido un año desde que dejase de pertenecer a la disciplina del club anterior, no podía competir como jugador de otro.
El impedimento fue bien por su salida del club realista, desconociéndose si jugó algún partido en 1916, o bien por su estancia en la Sociedad Deportiva Jolastokieta, desde donde se afirma que recaló en Madrid. Aunque la ausencia de crónicas impide comprobarlo con certeza, también es probable que fuese debido a su participación en un encuentro disputado en 1916 en París: el jugador fue invitado por el equipo de Bordeaux, Vie au Grand Air du Médoc, para disputar la Copa Nacional de la USAFA contra el Club Athlétique de la Société Générale, perdiendo por 1-0.[cita requerida]
En noviembre de 1917, tras ser trasladado a Sevilla para seguir cumpliendo el servicio militar, ingresa en las filas del Real Betis Balompié. Posteriormente, Artola se incorporó al Sevilla Fútbol Club, entidad a la que perteneció durante las temporadas 1918/19 y 1919/20. Artola permanecería en la entidad sevillista un total de dos temporadas, conquistando en ambas el Campeonato de Andalucía.
Tras finalizar el servicio militar regresó a San Sebastián y se reintegró en la Real Sociedad, conquistando el Campeonato de Guipúzcoa de 1923.
Se retira en 1924 junto con otro de los destacados futbolistas de la época, Mariano Arrate. El 25 de diciembre de 1929, la Real Sociedad le realizó un homenaje de despedida.
Artola jugó 90 partidos con la Real Sociedad donde marcó 36 goles.[cita requerida]
Artola falleció en el exilio en 1937 durante la Guerra civil española.

## Selección nacional
Artola fue internacional con la Selección nacional de fútbol de España en 2 ocasiones, sin llegar a marcar ningún gol.
Su debut con la selección española coincidió con el segundo partido que disputó la selección española en su historia, un 29 de agosto de 1920 en Amberes, frente a Bélgica, que derrotó a España por 3-1. 
Aquel partido fue parte del torneo de fútbol de los Juegos Olímpicos de Amberes 1920, donde Artola disputó 2 de los 5 partidos del torneo. Su segundo y último partido con la selección fue el Italia 0 - España 2, del 2 de septiembre.
Aquel campeonato se saldó con un gran éxito para España, ya que esta selección obtuvo la Medalla de plata.
En 1922 participó con una selección vasca en una gira por Sudamérica.

### Participaciones en torneos internacionales
| Torneo                           | Selección | Resultado        |
| -------------------------------- | --------- | ---------------- |
| Juegos Olímpicos de Amberes 1920 | España    | Medalla de Plata |

## Clubes
| Club                | País   | Año       |
| ------------------- | ------ | --------- |
| C. D. Esperanza     | España | 1907-08   |
| Real Sociedad       | España | 1913-15   |
| S.D. Jolastokieta   | España | 1916      |
| Madrid F. C.        | España | 1917      |
| Real Betis Balompié | España | 1917      |
| Sevilla F. C.       | España | 1917-1920 |
| Real Sociedad       | España | 1920-1924 |

## Palmarés

### Campeonatos nacionales
| Título                       | Club          | País   | Año  |
| ---------------------------- | ------------- | ------ | ---- |
| Campeonato Regional Centro * | Madrid F. C.  | España | 1917 |
| Copa del Rey *               | Madrid F. C.  | España | 1917 |
| Campeonato de Andalucía      | Sevilla F.C.  | España | 1919 |
| Campeonato de Andalucía      | Sevilla F.C.  | España | 1920 |
| Campeonato de Guipúzcoa      | Real Sociedad | España | 1923 |

### Torneos internacionales
| Título           | Club               | País   | Año  |
| ---------------- | ------------------ | ------ | ---- |
| Medalla de plata | Selección olímpica | España | 1920 |